# XPeng Mona M03
XPeng Mona M03 — компактный электромобиль производства компании XPeng Motors.

## История и описание модели
В июле 2024 года компания XPeng Motors представила первую модель серии Mona — M03. Отличительной особенностью является трёхстороннее освещение в виде двух соединённых бумерангов, которые украшают как переднюю, так и заднюю часть.
Коэффициент лобового сопротивления составляет 0,194 Кд. Несмотря на чётко очерченную форму задней части, M03 получил отверстие крыши, идентичное лифтбекам. XPeng Mona M03 является самым маленьким автомобилем в C-классе.

### Продажи
Продажи XPeng Mona M03 начались в августе 2024 года на внутреннем китайском рынке. Цена составляет 200 000 юаней.

### Технические характеристики
Mona M03 оснащён одним электродвигателем мощностью 188—214 л. с. с приводом на переднюю ось. Максимальная скорость ограничена до 155 км/ч. Литий-железо-фосфатные аккумуляторы поставляются филиалом FinDreams китайского конгломерата BYD.